# (28602) Westfall
(28602) Westfall est un astéroïde de la ceinture principale.

## Description
(28602) Westfall est un astéroïde de la ceinture principale. Il fut découvert le 4 mars 2000 aux Monts Santa Catalina par le projet CSS. Il présente une orbite caractérisée par un demi-grand axe de 2,63 UA, une excentricité de 0,05 et une inclinaison de 3,0° par rapport à l'écliptique.

## Compléments